# Wandalin (powiat łódzki wschodni)
Wandalin – wieś w Polsce położona w województwie łódzkim, w powiecie łódzkim wschodnim, w gminie Brójce.

## Historia
Po rozbiorach Polski tereny, na których leżała miejscowość znalazły się w zaborze rosyjskim. Miejscowość powstała w XIX wieku jako kolonia i leżała w Królestwie Polskim. W XIX-wiecznym Słowniku geograficznym Królestwa Polskiego wymieniona jest wspólnie z Budami Wandalińskimi odnotowanymi jako W. Budy, Obie wymienione jako kolonie leżące nad rzeką Ner w powiecie łódzkim w gminie Wiskitno i parafii Rzgów. W miejscowości znajdowało się wówczas 11 domów zamieszkiwanych przez 143 mieszkańców. Liczyła w sumie 154 mórg powierzchni. Budy Wandalińskie liczyły natomiast 33 morgi, na których stało 6 budynków zamieszkanych przez 33 mieszkańców.

## Obecnie
Wieś liczy obecnie około 120 mieszkańców. Przez wieś przepływa rzeka Ner, która stanowi naturalną granicę z Giemzowem. Pozostałe wsie sąsiadujące to Stefanów, Posada oraz Budy Wandalińskie. Od północnego wschodu wieś graniczy z miastem Łódź. Według administracji kościelnej wieś leży w granicach parafii św. Rafała Kalinowskiego w Łodzi-Wiskitnie.
W latach 1975–1998 miejscowość administracyjnie należała do ówczesnego województwa łódzkiego.